# Troglodyte brun
Cinnycerthia peruana
Espèce
Statut de conservation UICN

 LC  : Préoccupation mineure
Le Troglodyte brun (Cinnycerthia peruana) est une espèce d'oiseaux de la famille des Troglodytidae.
Son aire s'étend à travers les Andes péruviennes.